# Kružlov
Kružlov (bis 1927 slowakisch „Kružľová“; ungarisch Kőtelep – bis 1907 Kruzslyó) ist eine Gemeinde im Osten der Slowakei mit 981 Einwohnern (Stand 31. Dezember 2024). Sie gehört zum Okres Bardejov, einem Kreis des Prešovský kraj, und wird zur traditionellen Landschaft Šariš gezählt.

## Geographie
Die Gemeinde befindet sich am Nordrand des Gebirges Čergov im unteren Tal des Baches Slatvinec, kurz vor der Mündung in die Topľa. Das Ortszentrum liegt auf einer Höhe von 360 m n.m. und ist 14 Kilometer von Bardejov entfernt.
Nachbargemeinden sind Gerlachov im Norden, Tarnov im Nordosten, Krivé im Südosten, Bogliarka im Süden und Lukov im Westen.

## Geschichte
Kružlov wurde zum ersten Mal 1460 schriftlich erwähnt und war Teil des Herrschaftsguts von Makovica. Vom 16. Jahrhundert bis zur Abschaffung der Leibeigenschaft stellte das Geschlecht Forgách die Gutsherren. Durch eine Untertanen-Massenflucht im Jahr 1711 entvölkerte sich das Dorf für einige Jahre. Im heutigen Ortsteil Kružlovská Huta entstand im 18. Jahrhundert ein Hochofen sowie eine als Marienthal bekannte Glashütte, die bis 1878 arbeitete.
1787 hatte die Ortschaft 41 Häuser und 362 Einwohner und 1828 zählte man 68 Häuser und 513 Einwohner. 1903 entstand eine moderne Glashütte, die bis zu 300 Arbeiter beschäftigte und 1950 eingestellt wurden. Neben der schon vorher erwähnten Glashütte arbeiteten die meisten Einwohner in der Forst- und Landwirtschaft.
Bis 1918 gehörte der im Komitat Scharosch liegende Ort zum Königreich Ungarn und kam danach zur Tschechoslowakei beziehungsweise heute Slowakei.

## Bevölkerung
| Jahr                | 1994 | 2004    | 2014    | 2024    |
| ------------------- | ---- | ------- | ------- | ------- |
| Anzahl der Personen | 1011 | 1006    | 1041    | 981     |
| Unterschied         |      | −0,49 % | +3,47 % | −5,76 % |

| Jahr                | 2023 | 2024    |
| ------------------- | ---- | ------- |
| Anzahl der Personen | 991  | 981     |
| Unterschied         |      | −1,00 % |

Gemäß der Volkszählung 2011 wohnten in Kružlov 980 Einwohner, davon 828 Slowaken, 93 Russinen, zehn Roma, jeweils fünf Tschechen und Ukrainer, vier Polen und ein Russe. 34 Einwohner machten diesbezüglich keine Angabe. 622 Einwohner bekannten sich zur griechisch-katholischen Kirche, 264 Einwohner zur römisch-katholischen Kirche, 27 Einwohner zur evangelischen Kirche A. B., 19 Einwohner zur orthodoxen Kirche und jeweils ein Einwohner zur evangelisch-methodistischen Kirche sowie zur kongregationalistischen Kirche. 13 Einwohner waren konfessionslos und bei 33 Einwohnern wurde die Konfession nicht ermittelt.

## Bauwerke
- griechisch-katholische Kirche Mariä Schutz aus dem Jahr 1822
- römisch-katholische Kirche Unbeflecktes Herz Mariä aus den Jahren 1947–50